# COMPLEX (アルバム)
『COMPLEX』（コンプレックス）は、日本の音楽ユニットであるCOMPLEXの1枚目のオリジナル・アルバム。
1989年4月26日に東芝EMIのイーストワールドよりリリースされた。渡辺プロダクションから独立したばかりの吉川晃司と、BOØWY解散によりソロ・デビューしていた布袋寅泰によって結成された新ユニットのファースト・アルバムである。作詞および作曲は吉川および布袋がそれぞれ担当、プロデュースは布袋が担当している。
レコーディングはイギリスのモントセラトに所在するエアー・スタジオ・モンセラットにて行われ、布袋による「ロックンロールと歌謡界をクロスオーバーさせる」という目的を念頭に制作が行われた。デジタルな音使いのビートロック路線に、吉川によるラブソングをメインとした歌詞が載せられたポップな色合いの強い作品となっている。
本作はオリコンアルバムチャートにて初登場第1位を獲得した。本作から先行シングルとしてリリースされた「BE MY BABY」および同曲のビデオシングルも第1位を獲得したため、3つのメディアにおいてすべて第1位を獲得する結果となった。また、本作の売り上げは40万枚を超えたため日本レコード協会からプラチナ認定を受けている。

## 背景
吉川晃司は芸能事務所である渡辺プロダクションに所属し、1984年2月1日にリリースされたシングル「モニカ」と同年2月11日公開の映画『すかんぴんウォーク』にてデビューを果たした。事務所の方針により「第二の加山雄三」を期待されていた吉川は同年の日本歌謡大賞において放送音楽新人賞を獲得、さらに日本アカデミー賞において新人賞を獲得するなど事務所に対して一定の成果を出した。しかし渡辺プロダクションは芸能事務所であるために音楽活動のみを行うことが出来ず、バラエティ番組への出演に嫌悪感を抱いていた吉川は事務所社長である渡辺晋に対して独立することを直訴していた。社長からは日本とイタリアの合作映画『シャタラー』（1987年）への出演後に独立を許可するという承諾を得ることとなった。
一方で布袋寅泰は20歳の時にロックバンドであるBOØWYのギタリストとしてアルバム『MORAL』（1982年）でメジャー・デビューを果たした。氷室京介とともに結成したバンドであったがデビュー当初は全く売れず、2枚目のアルバム『INSTANT LOVE』（1983年）も不発に終わる結果となった。その後BOØWYは音楽事務所であるユイ音楽工房と契約、レコード会社を東芝EMIへと移籍することになる。3枚目のアルバム『BOØWY』（1985年）リリース後の6月21日に予定されていた渋谷公会堂での単独公演が即日ソールドアウトとなるなど注目を浴び始め、4枚目のアルバム『JUST A HERO』（1986年）がベスト10以内にランクインする。同年にリリースされた5枚目のアルバム『BEAT EMOTION』（1986年）が初登場1位を獲得し名実ともに日本一のバンドとなった。しかし6枚目のアルバム『PSYCHOPATH』（1987年）リリース後、コンサートツアーの最終日となった12月24日の渋谷公会堂公演にてBOØWYは解散を表明。1988年4月4日および5日にに行われた最終公演「“LAST GIGS”」を以って正式に解散となった。
吉川と布袋が知り合ったきっかけは、1985年頃に吉川の友人であったギタリストの鈴木賢司が六本木のレコーディング・スタジオに布袋を連れてきたことであった。その後度々スタジオを訪れるようになった布袋に対し、吉川が布袋に「ちょっとギター、弾いてみる?」と提案したことから吉川の4枚目のアルバム『MODERN TIME』（1986年）に参加することとなった。その後吉川は自身が希望する活動と事務所の体制が全く異なっていたことから事務所からの独立を検討するようになった。一方で布袋は海外への進出やデヴィッド・ボウイとの共演を望んだことによってBOØWYからの脱退を希望していた。同時期に事務所やバンドから独立することとなった吉川と布袋はともに音楽活動を行う方向性を模索するも、契約上の問題で吉川は1年程度活動が不可能となったためにその後に始動するという形を取ることとなった。BOØWY解散後の1988年10月5日、布袋はソロ・デビューアルバム『GUITARHYTHM』をリリース、同アルバムの収録曲であった「DANCING WITH THE MOONLIGHT」をイギリスでシングルとしてリリースするも1週間で廃盤となる。BOØWYメンバーに対して「俺は海外に出るんだ」と豪語していた布袋は、この結果に対して強烈な挫折感を味わう結果となった。同年12月10日、吉川と布袋はCOMPLEXの結成を発表、バンド名は居酒屋で飲みながら行われた議論において、長身である両名が皮肉を込めて「COMPLEX」とする案を思いつき、辞書で調べたところ「COMPLEX」という言葉には複合や融合という意味があることから即決となった。1989年4月8日にはデビューシングル「BE MY BABY」をリリース。同曲はオリコンシングルチャートにおいて初登場第1位を獲得、登場週数は11回で売り上げ枚数は20.9万枚となった。

## 録音、制作
本作はジョージ・マーティン所有のモンセラットのエアー・スタジオ・モンセラットにてレコーディングされた。本作は吉川と布袋の共同作業にて制作が進められ、作詞について吉川は「詞はボロボロ書いちゃったよね」と順調に制作が進んでいたと述べている。吉川はソロ作品と比較して荷が軽くなる感覚があったと述べたほか、吉川の過去のアルバムに参加していた当時から布袋のギター・ワークやアレンジ・ワークを好んでいたとも述べている。なるべく音数を増やさないようにする布袋の発想を吉川は称賛しており、その場合はギターのリフが確実なものでないと制作不可能なことから吉川は布袋の制作方法について「やっぱり作り方がうまいなと思ったね。勉強させていただきましたね」と述べている。
布袋はCOMPLEX始動までの準備期間に自動車教習所に通っており、免許取得後に購入した車はポルシェ・928であったが、初心者には向いていないことからポルシェ・911に購入し直している。車を乗り回していた布袋は次々と新たなビジョンや音楽的なアイデアが浮かんだと述べた上で、「COMPLEXの楽曲群のほとんどを、このポルシェ911のエンジン音をビートに変え、作り上げていったのだった」と自著『秘密』にて述べている。また布袋はCOMPLEXについて、「ロックンロールと歌謡界をクロスオーバーさせる」という目的があったと述べた他、「それぞれのジャンルで成功の美酒を手にした二人がタッグを組むユニットだと思っていた」とも述べている。当時はデュエットという形式は存在したものの、ギタリストとシンガーによるユニットというコンセプトは存在しなかったことから、布袋は日本において初めてのコンセプトを提示したと述べている。
吉川は作詞に関して過去の作風から変更する意図は全くなかったため、布袋から「吉川、そんな愛だ恋だのの詞ばっかり書きやがって、もうちょっと男っぽい詞はねぇのか?」、「汗だ涙はやめてくれよ」と言われたために吉川は布袋に作詞するよう提案、それを受けて布袋が作詞したのが「CLOCKWORK RUNNERS」となった。吉川は作詞に対して全くプライドがないと述べ、社会的な要素を入れるのは逆にロックではないと考えた結果忌避していたと述べている。作詞はレコーディングが開始されてから制作が始められ、1か月から2か月程度の間にヒゲを伸ばしたままの状態で自宅で入れ込んで行っていると吉川は述べている。また、吉川はアイドル的であった自身の制作曲の方が地味でリフだけの曲が多かったことが面白いと述べている。

## 楽曲

### SIDE ONE
1. 「PRETTY DOLL」
最初に吉川がデモテープを持ってきた時は未完成であり、吉川がAメロと思っていた部分を布袋はサビと解釈していたというエピソードがある。また、最後の部分は「奴等の仲間にゃなりゃしない」と歌っている（歌詞カードには未記載）。音楽情報サイト『OKMusic』にて帆苅は、1曲目から「いきなり攻撃性とスケールの大きさを見せつける」と表現し、楽曲としてはオーセンティックでありながら前年にリリースされた布袋のソロ・アルバム『GUITARHYTHM』（1988年）と同様のニュー・ウェイヴを感じさせる要素が導入されていると指摘、「COMPLEXの作品としか言いようがない、まさしく化学変化がそこにあった」と述べている[24]。
2. 「CRASH COMPLEXION」
本曲のギターソロでアーミングの様に聞こえる箇所は、トリルの速度を変化させながらポジションを変更させている。音楽情報サイト『OKMusic』にて帆苅は、本曲を「へヴィなロック」であると述べている[24]。
3. 「恋をとめないで」
COMPLEXの代表曲であるが、シングルリリースはされていない。ライブでは、歌詞の曜日部分をライブ当日の曜日に置き換えることもあった[注釈 2]。音楽情報サイト『OKMusic』にて帆苅は、「キャッチーなメロディーとキラキラとしたギターのリフが印象的なナンバー」であると表現した上で、本曲のメロディおよびサウンド、歌詞が初期衝動を具現化したものであり、「こういう軽快な楽曲をやれるのもCOMPLEXのポテンシャルの高さを示したと思う」述べている[24]。
TBS系テレビドラマ『白鳥麗子でございます!』（1989年）において主題歌として使用された他、テレビ朝日系バラエティ番組『明石家さんまのコンプレッくすっ杯』（2013年 - 2018年）においても使用された。
吉川はソロでも度々演奏しており、2005年にアサヒ飲料の缶コーヒー「WONDA ショット&ショット」CMに吉川本人が出演した際にも使用された[注釈 3][26]。また、布袋もソロライブにおいて演奏しており、ライブ・アルバム『Climax Emotions 〜Live at 武道館〜』（2017年）に収録されている[27]。
カバー・アルバム『俺歌』（2009年）において、N.O.-SYO feat.SINによるカバーが収録されている。
4. 「Can't Stop The Silence」
布袋曰く「作った時から思い入れが強く、今作でも1、2番を争うほど気に入っている」という楽曲。音楽情報サイト『OKMusic』にて帆苅は、本曲を「ミディアムテンポのヘヴィグルーブ系ナンバー」であると述べ、楽曲の展開が「叙情的かつドラマチック」であり、吉川の渋めのボーカルと布袋によるブルージーなギターが色を添えていると述べている[24]。
5. 「2人のAnother Twilight」
6. 「IMAGINE HEROES」
音楽情報サイト『OKMusic』にて帆苅は、本曲が吉川による作詞作曲であると指摘した上で、「メロへの歌詞の乗せ方、歌唱が絶妙で、そこに布袋らしいエッジーなギターリフが絡む」と述べている[28]。

### SIDE TWO
1. 「CLOCKWORK RUNNERS」
サビの部分は全てダウン・ピッキングで演奏されている。アルバムバージョンで収録。
2. 「BE MY BABY」
ファーストシングル。詳細は「BE MY BABY」の項を参照。
3. 「路地裏のVENUS」
布袋としては使用頻度が多くないレスポールでレコーディングされた。後に、吉川がソロライブで演奏したものが吉川のミニ・アルバム『The Gundogs』（2002年）に収録されている。
4. 「RAMBLING MAN」
音楽情報サイト『OKMusic』にて帆苅は、本曲に対して「リズミカルなサウンドもさることながら、そもそもサビでの吉川のヴォーカルに呼応する布袋のコーラスがたまらない」と述べている[28]。
5. 「そんな君はほしくない」
6. 「CRY FOR LOVE」

## リリース、アートワーク、チャート成績
本作は1989年4月26日に東芝EMIのイーストワールドレーベルからLPレコードおよびカセットテープ、CDの3形態でリリースされた。本作からは同年4月8日に先行シングルとして「BE MY BABY」がシングルカットされた。同曲はリリースから2年後の1991年にトヨタ自動車「トヨタ・セラ」のコマーシャルソングとして使用された他、2008年にも同社の「トヨタ・bB」のコマーシャルソングとして使用された。また、2019年にはクラシエ「いち髪」のコマーシャルソングとして、女優の川口春奈が口パクで歌唱する形で使用された。本作のジャケット写真は2月22日に撮影が行われており、本作のジャケットは吉川と布袋の顔面のアップショットとなっているが、これについて吉川は「まぁ、よくもこの人相の悪い二人がジャケットに……（笑）」と述べ、布袋とともに音楽雑誌で表紙になった際に「二人とも表紙の顔じゃねぇやな」と両名で言い合っていたという。本作のジャケット写真は2月22日に撮影が行われており、「BE MY BABY」のビデオ撮影は2月28日に行われている。
本作はオリコンアルバムチャートにおいて、LP盤は最高位第1位の登場週数8回で売り上げ枚数は0.8万枚、CTおよびCD盤を含めた総合では最高位第1位の登場週数25回で売り上げ本数は49.8万枚となった。CD版はその後2012年10月10日にデジタル・リマスタリングが施されたSHM-CDとして再リリースされた。

## ツアー
本作を受けたコンサートツアーは「COMPLEX TOUR 1989」と題し、1989年5月10日の群馬県民会館公演を皮切りに、9月24日の香川県県民ホール公演まで35都市全42公演が実施された。同ツアーではCOMPLEXとしての発表曲の他に、吉川および布袋のソロ作品が数曲演奏されている。8月13日の芝浦インクスティック公演の模様を収録したライブ・ビデオ『COMPLEXTOUR'89』が同年11月1日にリリースされている。
吉川はステージ上は格闘技におけるリングと同様であり、競い合いが客席に伝わらないと面白くならないとの自説を唱え、ローリング・ストーンズのミック・ジャガーとキース・リチャーズがすれ違っても目も合わせないという関係性を例に出した上で、布袋という存在について「まさに十分な相手でしたね」と述べている。また、ライブ時には線を引いたようにファンが分かれる現象が起きており、吉川は「まあ、ファンにしてみれば、納得いかないのも当然かもしれないけど」と述べている。また吉川と布袋のファン同士が喧嘩している場面もあったと述べている。

## 批評
| 専門評論家によるレビュー | 専門評論家によるレビュー |
| レビュー・スコア         | レビュー・スコア         |
| 出典                     | 評価                     |
| ------------------------ | ------------------------ |
| CDジャーナル             | 肯定的                   |
| OKMusic                  | 肯定的                   |

批評家たちからは吉川および布袋の両名の要素が組み合わさった本作の音楽性に対して肯定的な意見が挙げられており、音楽情報サイト『CDジャーナル』では、本作が吉川と布袋によるスーパー・プロジェクトのデビュー作であると指摘した上で、両名の個性が衝突したことで「新しい魔法が生み出される」と表現し「刺激に満ちたロックが楽しめる」と記している他、「話題性に頼らず、じっくりと取り組まれた成果がでている」と肯定的に評価した。音楽情報サイト『OKMusic』にて帆苅は、COMPLEXがブレイクしたのはBOØWYの解散とは無縁ではないと主張し、BOØWYが日本のロックシーンにおいて最重要バンドのひとつであり「歴史の分水嶺を担ったバンドだったとも言える」とした上で、解散後にリリースされた氷室および布袋のソロ作品はバンド消失の空白を埋める価値はあったもののボーカルとギターが融合した際のバンドの妙味が感じられず、満足できない空気感を埋めたのがCOMPLEXの結成報道であったと述べている。また帆苅は本作が吉川と布袋のそれぞれのカラーが混在した「ユニットならではの化学変化が見られる」ことが特徴であると指摘、ロックバンドへの憧憬があった吉川と、ソロ活動を開始していたもののボーカリストとして未熟さを感じていた布袋の両名がお互いを補完する目的を実現したのが本作であると肯定的に評価した。しかし、本作を受けたコンサートツアーにおける池畑潤二のドラムス演奏を称賛した一方で、本作収録曲の大部分のリズムが打ち込みであることに苦言を呈している。

## 収録曲
- CDブックレットに記載されたクレジットを参照[40]。

| 全編曲: 布袋寅泰。 |                            |           |           |       |
| #                  | タイトル                   | 作詞      | 作曲      | 時間  |
| 1.                 | 「PRETTY DOLL」            | 吉川晃司  | 吉川晃司  | 4:00  |
| 2.                 | 「CRASH COMPLEXION」       | 吉川晃司  | 布袋寅泰  | 4:32  |
| 3.                 | 「恋をとめないで」         | 吉川晃司  | 布袋寅泰  | 3:44  |
| 4.                 | 「Can't Stop The Silence」 | 吉川晃司  | 布袋寅泰  | 4:37  |
| 5.                 | 「2人のAnother Twilight」  | 吉川晃司  | 布袋寅泰  | 4:01  |
| 6.                 | 「IMAGINE HEROES」         | 吉川晃司  | 吉川晃司  | 3:23  |
| 合計時間:          | 合計時間:                  | 合計時間: | 合計時間: | 24:17 |

| 全編曲: 布袋寅泰。 |                          |           |           |       |
| #                  | タイトル                 | 作詞      | 作曲      | 時間  |
| 7.                 | 「CLOCKWORK RUNNERS」    | 布袋寅泰  | 布袋寅泰  | 4:19  |
| 8.                 | 「BE MY BABY」           | 吉川晃司  | 布袋寅泰  | 4:07  |
| 9.                 | 「路地裏のVENUS」        | 吉川晃司  | 吉川晃司  | 4:13  |
| 10.                | 「RAMBLING MAN」         | 吉川晃司  | 布袋寅泰  | 3:20  |
| 11.                | 「そんな君はほしくない」 | 吉川晃司  | 布袋寅泰  | 4:46  |
| 12.                | 「CRY FOR LOVE」         | 吉川晃司  | 吉川晃司  | 5:45  |
| 合計時間:          | 合計時間:                | 合計時間: | 合計時間: | 26:30 |

## スタッフ・クレジット
- CDブックレットに記載されたクレジットを参照[41]。

### COMPLEX
- 吉川晃司 – ボーカル
- 布袋寅泰 – ギター、バッキングボーカル、ベース（4, 5, 7, 9, 10, 11, 12曲目）

### 参加ミュージシャン
- 藤井丈司 – キーボード・プログラミング
- ホッピー神山 – キーボード
- 池畑潤二 – ドラムス（3, 10, 12曲目）

### スタッフ
- 布袋寅泰 – プロデューサー
- マイケル・ツィマリング – レコーディング・エンジニア、ミキシング・エンジニア、プレ・マスタリング・エンジニア
- ルパート・コールソン – アシスタント・エンジニア
- スチュアート・ストーマン – アシスタント・エンジニア
- コリン・アンドリューズ – アシスタント・エンジニア
- クリス・ブレア – マスタリング・エンジニア
- 菅谷憲（東芝EMI） – A&Rディレクター
- 関口光信 (TOY BOX) – A&Rディレクター
- 高橋かずみ（IRc2コーポレーション） – マネージメント
- 富樫巧（セブンスエンタープライズ） – マネージメント
- 糟谷銑司（IRc2コーポレーション） – エグゼクティブ・プロデューサー
- 河村嚴生（セブンスエンタープライズ） – エグゼクティブ・プロデューサー
- 石坂敬一（東芝EMI） – エグゼクティブ・プロデューサー

## チャート、認定
| チャート         | リリース年 | 最高順位 | 登場週数 | 売上数   | 規格       | 出典   |
| ---------------- | ---------- | -------- | -------- | -------- | ---------- | ------ |
| 日本（オリコン） | 1989年     | 1位      | 8回      | 0.8万枚  | LP         | [ 34 ] |
| 日本（オリコン） | 1989年     | 1位      | 25回     | 49.8万枚 | LP, CT, CD | [ 2 ]  |
| 日本（オリコン） | 2012年     | 75位     | 1回      | 0.1万枚  | SHM-CD     | [ 42 ] |

| 国/地域 | 認定組織         | 日付      | 認定     | 売上数   | 出典  |
| ------- | ---------------- | --------- | -------- | -------- | ----- |
| 日本    | 日本レコード協会 | 1989年5月 | プラチナ | 400,000+ | [ 3 ] |

## リリース日一覧
| No. | リリース日     | レーベル                                    | 規格         | カタログ番号 | 備考                                       | 出典          |
| --- | -------------- | ------------------------------------------- | ------------ | ------------ | ------------------------------------------ | ------------- |
| 1   | 1989年4月26日  | 東芝EMI／イーストワールド                   | LP           | RT28-5443    |                                            | [ 2 ] [ 38 ]  |
| 2   | 1989年4月26日  | 東芝EMI／イーストワールド                   | CT           | ZT28-5443    |                                            | [ 2 ]         |
| 3   | 1989年4月26日  | 東芝EMI／イーストワールド                   | CD           | CT32-5443    |                                            | [ 2 ]         |
| 4   | 2012年10月10日 | EMIミュージック・ジャパン／イーストワールド | SHM-CD       | TOCT-95114   | デジタルリマスター仕様                     | [ 43 ] [ 44 ] |
| 5   | 2019年3月1日   | ユニバーサルミュージック                    | AAC-LC       | -            | デジタル・ダウンロード、2012年リマスター版 | [ 45 ]        |
| 6   | 2019年3月1日   | ユニバーサルミュージック                    | ロスレスFLAC | -            | デジタル・ダウンロード、2012年リマスター版 | [ 46 ]        |